# Szegregációs index
A szegregációs index (gap-based-index) a Hoover-index egy a településszociológia által használt formája, amely korrelációs arányként is ismeretes, az izoláltság mutatójaként is használatos. Az egyik interpretációja ennek a mutatónak, hogy a kisebbségi tanulók hány százaléka jár olyan iskolába, ahol az átlagostól eltérő mértékben találkozik többségi tanulókkal.
-ha S=0 --> nincs szegregáció
-ha S=1 --> teljes a szegregáció
Azaz a társadalmi csoportok térbeli koncentrálódásához, egymástól való lakóhelyi elkülönülésének, szegregáltságának elemzésére szolgál.
A korai szociológia szerint disszociatív szétválasztó jelenségként kezelték. A szegregáció kifejezést ebben a jelentésében R.E. Park és Ernest Burgess vezette be a városok társadalomökológiai elméleteiben (1924). A szegregáció a társadalomszerveződés általános, jóllehet nem egyetemes mozzanata.
A Szegregáció lehet:
- önkéntes - valamilyen vonzóerő által pozitívan befolyásolt elkülönülés, olyan személyek között, akik hasonló faji, etnikai, kulturális, vagy foglalkozásbeli ismertetőjegyeik vannak, és arra hajlanak, hogy  olyan területen telepedjenek le, ahol korábban már mások ugyanezekkel a prioritásokkal éltek.
- politikai - kötelező, megvetés által negatívan befolyásolt megkülönböztetés.

## Értelmezése
A szegregáció statisztikai értelmezése szerint két társadalmi csoport között nincs szegregáció, ha a két csoport között mindegyik területi egységben azonos arányban van jelen. Minden más esetben a két csoport valamilyen mértékű szegregációjával van dolgunk. A Szegregációs-indexen belül, ha egy kiválasztott népességcsoport területi elhelyezkedését vagy egy másik, sajátos jellemzőkkel bíró népességcsoportéhoz viszonyítjuk, hanem a helyi társadalom adott csoporton kívül . Az index tehát azt mutatja meg, hogy egy adott teljes egészéhez népességcsoport területileg mekkora mértékben különül, azaz szegregálódik el az egész lakosságon belül.